# Waki Yamato
Waki Yamato (大和 和紀, Yamato Waki), née le 13 mars 1948 à Sapporo, est une mangaka japonaise.
Ses œuvres les plus représentatives sont Asaki yume mishi, Yokohama monogatari, et Haikara-san ga tōru (Marc et Marie), pour lequel elle a remporté en 1977 le Prix du manga Kōdansha, à égalité avec Candy de Kyoko Mizuki et Yumiko Igarashi. Asaki yume mishi est une adaptation en manga du Dit du Genji.

## Biographie
Waki Yamato a obtenu un diplôme de l'université junior de Hokusei Gakuen. Elle a fait ses débuts en publiant son manga pour filles, Dorobō tenshi (Le voleur d'ange) dans la revue Shōjo Friend en 1966.
Après la publication de plusieurs séries shōjo, elle adapte en manga le Dit du Genji, qu'elle avait découvert au collège et puis lu à travers les traductions de Akiko Yosano, de Junichiro Tanizaki et de Fumiko Enchi. Elle puise son inspiration graphique dans les rouleaux illustrés du Dit du Genji conservés au Musée d'Art Tokugawa et au Musée Goto.

### Traductions françaises
- Le dit du Genji (あさきゆめみし, Asaki Yumemishi?), traduction de Miyako Slocombe, Panini Manga, 7 tomes, 2024[2].

## Distinctions
En 1977, Haikara-san ga tōru remporte le Prix du manga Kōdansha dans la catégorie shōjo.
Les œuvres de Waki Yamato ont été exposées à plusieurs reprises, y compris au Metropolitan Museum of Art à New York en 2019 et au Musée Guimet à Paris en 2023 lors de l'exposition « À la cour du Prince Genji : 1000 ans d’imaginaire japonais ».